# Nécrose hypodermique et hématopoïétique infectieuse
La nécrose hypodermique et hématopoïétique infectieuse (NHHI) est une maladie virale qui affecte les crevettes de la famille des Penaeidae, provoquant une mortalité massive (jusqu'à 90 %) chez la crevette bleue (Penaeus stylirostris) et de graves déformations chez la crevette à pattes blanches (Penaeus vannamei).
Cette maladie touche les crevettes d'élevage et les crevettes sauvages dans l'océan Pacifique, mais pas les crevettes sauvages des côtes américaines de l'océan Atlantique.

Le secteur de l'élevage des crevettes a sélectionné plusieurs lignées de géniteurs tant de Penaeus stylirostris que de Penaeus vannamei qui sont immunes contre la NHHI.
La maladie est provoquée par un virus à une seule chaîne d'ADN appelé simplement « virus NHHI », le plus petit des virus connus chez les crevettes pénaéides (22 nm).